# Bătălia de la Lützen (1813)
Bătălia de la Lützen a avut loc pe data de 2 mai 1813, opunând o armată franceză unei armate pruso-ruse superioare numeric și s-a încheiat cu victoria la limită a trupelor franceze. Bătălia început atunci când forțele prusace au atacat armata franceză, aflată în marș spre Leipzig. Primul atac major a avut loc în dreptul satului Kaja, care este pierdut și recucerit de mai multe ori de francezi. Grație unei manevre concepute de Împărat și puse în practică de mareșalul Ney, francezii ajung să atace flancul armatei aliate, care, bombardată de o „mare baterie” și atacată de Gardă, care recucerește Kaja, este nevoită să dea înapoi. Un ultim atac al lui Blücher este respins și, ca atare, armata pruso-rusă se retrage spre Dresda. Francezii, lipsiți de cavalerie, nu pot definitiva victoria și nici antama o urmărire eficace. Cu o zi înainte de bătălie, comandantul întregii rezerve de cavalerie a armatei franceze, mareșalul Bessières fusese ucis de o ghiulea, în timpul unei recunoașteri.